# Парламентские выборы в Австрии (2013)
25-е парламентские выборы в Австрии состоялись 29 сентября 2013 года после того, как в 2007 году вступил в силу закон, увеличивший срок работы парламента с 4 до 5 лет.

## Предвыборная обстановка
На парламентских выборах 2008 года правящая коалиция, в которую входят Социал-демократическая партия Австрии и Австрийская народная партия, потеряла большое число мест в парламенте. Хотя коалиция продолжает быть правящей, её представительство снизилось со 134 до 108 мест (из 183). Тем не менее канцлером Австрии стал председатель СДПА Вернер Файман.
В январе 2013 года в стране прошёл референдум по вопросу об отмене призыва и переходе на профессиональную армию. При этом СДПА выступала за отмену призыва, в то время как АНП заявляла, что всеобщая воинская повинность должна быть сохранена. Большинство проголосовало за сохранение массовой армии.
В результате общего финансового кризиса 2007 года и кризиса суверенных долгов в зоне евро с 2010 года отошли на задний план долгосрочные амбициозные национальные и общеевропейские программы, такие как австрийская программа стабилизации 2008—2013 годов и Программа общей сельскохозяйственной политики (2008—2013 годы).
Досрочные  парламентские выборы пройдут в Австрии 15 октября 2017 года.

## Результаты
| Социал-демократическая партия Австрии | 1 258 605 | 26,82 %(▼2,44 %) | 52(▼5)    |  |  |  |  |  |  |
| Австрийская народная партия           | 1 125 876 | 23,99 %(▼1,99 %) | 47(▼4)    |  |  |  |  |  |  |
| Австрийская партия свободы            | 962 313   | 20,51 %(▲2,97 %) | 40(▲6)    |  |  |  |  |  |  |
| Зелёная Альтернатива                  | 582 657   | 12,42 %(▲1,99 %) | 24(▲4)    |  |  |  |  |  |  |
| Команда Стронаха                      | 268 679   | 5,73 %(новая)    | 11(новая) |  |  |  |  |  |  |
| NEOS — Новая Австрия                  | 232 946   | 4,96 %(новая)    | 9(новая)  |  |  |  |  |  |  |
|                                       |           |                  |           |  |  |  |  |  |  |
| Альянс за будущее Австрии             | 165 746   | 3,53 %(▼7,07)    | 0(▼21)    |  |  |  |  |  |  |
| Коммунистическая партия Австрии       | 48 175    | 1,03 %(▲0,27)    | 0(▬)      |  |  |  |  |  |  |
| Пиратская партия Австрии              | 36 265    | 0,77 %(новая)    | 0(новая)  |  |  |  |  |  |  |
| Христианская партия Австрии           | 6647      | 0,14 %(▼0,50)    | 0(▬)      |  |  |  |  |  |  |
| Партия изменений                      | 3051      | 0,10 %(новая)    | 0(новая)  |  |  |  |  |  |  |
| Социалистическая левая партия         | 947       | 0,00 %(новая)    | 0(новая)  |  |  |  |  |  |  |
| Выход из ЕС                           | 510       | 0,00 %(новая)    | 0(новая)  |  |  |  |  |  |  |
| Народная партия Австрии               | 490       | 0,00 %(новая)    | 0(новая)  |  |  |  |  |  |  |
| Всего                                 | 4 692 907 | 100              | 183       |  |  |  |  |  |  |